# Analizador de estado de Bell
Un analizador de estado de Bell en computación cuántica es una compuerta que realiza una medición de Bell. Una medición de Bell es un concepto importante en ciencias de la información cuántica: es una medida mecánico-cuántica de dos qubits que determina en cuál de los cuatro estados de Bell se encuentran los dos cúbits.
Si previo al análisis, los cúbits no estuvieran en alguno de estos cuatro estados, quedarán proyectados en un estado de Bell luego (de acuerdo a la regla de proyección de la medición cuántica), y como los estados de Bell son estados enredados, una medición de Bell es una operación de enredo.
Es un proceso fundamental de la teleportación cuántica.
En experimentos actuales donde se usan fotones como cúbits, una medición de Bell puede ser realizada sólo parcialmente, ya que dos de los estados de Bell no pueden diferenciarse usando técnicas ópticas. En experimentos de trampas de iones, donde se usan iones como cúbits, es posible distinguir entre los cuatro estados.